# Carl Betz
Carl Lawrence Betz (Pittsburgh, 9 de março de 1921 - Los Angeles, 18 de janeiro de 1978) foi um ator estadunidense. Ele ganhou um Emmy por seu papel na série da ABC, "Judd, for the Defense", que foi ao ar entre 1967 e 1969.
Betz foi visto por caçadores de talentos de cinema e, após testes, foi contratado pela 20th Century-Fox. O ator então fez sete filmes, seis deles em 1953: O Destino Me Persegue, Honra Sem Fronteiras, Inferno, Vickie, o Viking, Uma Trágica Aventura  e Cidade do Mal. O sétimo, realizado em 1966 , foi Spinout.